# 保德直隸州
保德直隸州，清代山西省設置的直隸州。

保德州在山西省的位置（1820年）

考评：衝，繁。隸雁平道。明朝时，保德州为太原府屬州。雍正二年（1724年）升直隸州，並割河曲縣、興縣來隸。八年（1730年），興縣還隸太原府。領縣一：河曲縣。辛亥革命后，全国废府州厅改县，改为保德县。